# Malestroit
Malestroit is een gemeente in het Franse departement Morbihan in de regio Bretagne. De plaats maakt deel uit van het arrondissement Vannes. Malestroit telde op 1 januari 2022 2.533 inwoners.

## Geschiedenis
Malestroit was de hoofdplaats van het gelijknamige kanton tot het op 22 maart 2015 werd opgeheven en de gemeenten werden opgenomen in het kanton Moréac.

## Geografie
In de gemeente ligt Station Malestroit, dat niet meer wordt gebruikt. De oppervlakte van Malestroit bedraagt 5,81 vierkante kilometer; Op 1 januari 2022 was de bevolkingsdichtheid 436 inwoners per km².

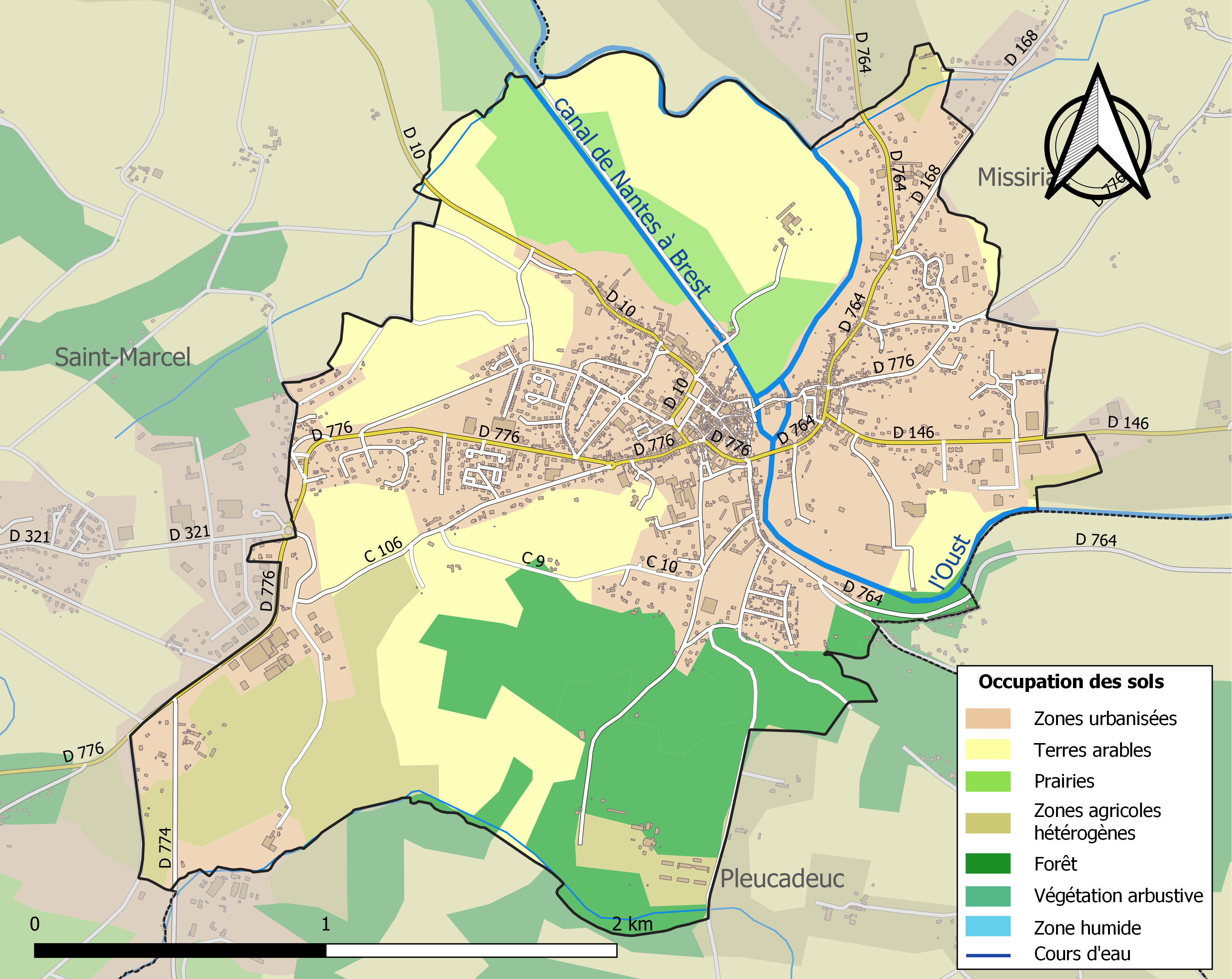
Kaart van de gemeente met de belangrijkste infrastructuur, bodemgebruik en omliggende gemeenten

## Demografie
Onderstaande figuur toont het verloop van het inwonertal.
Bignan · Billio · Bohal · Buléon · Caro · Guéhenno · Lizio · Malestroit · Missiriac · Moréac · Pleucadeuc · Plumelec · Ruffiac · Saint-Abraham · Saint-Allouestre · Saint-Congard · Saint-Guyomard · Saint-Jean-Brévelay · Saint-Laurent-sur-Oust · Saint-Marcel · Saint-Nicolas-du-Tertre · Sérent · Val d'Oust